# Guaraqueçaba
Guaraqueçaba ist ein brasilianisches Munizip im Südosten des Bundesstaats Paraná. Es hat 7.430 Einwohner (2022), die sich Guaraqueçabaner nennen. Seine Fläche beträgt 2017 km². Es liegt 11 Meter über dem Meeresspiegel.

## Etymologie
Der Ortsname ist indianischen Ursprungs und bedeutet: Guirá = der Vogel, der Reiher und Quiabá = der Ort, an dem er landet, der Ort seiner Nester.

## Geschichte

### Urbevölkerung
Bis zur ersten Hälfte des 16. Jahrhunderts waren die einzigen Bewohner der Region indigene Gruppen, die entlang der Mündungen und Buchten der Küste von Paranaguá lebten. Ursprünglich war die Region von Tupiniquins bewohnt, und weiter südlich, an der Küste von Paranaguá und Santa Catarina, waren häufig Carijós anzutreffen, die es verstanden, auf dem Peabiru-Weg und seinen Abzweigungen von der Hochebene in die Küstenebenen hinabzusteigen. Dieser alte indianische Weg verband das in den Anden gelegene Inkareich mit der Küste von São Paulo, mit Verzweigungen zur Küste von Paraná und Santa Catarina. Über diese Abzweigungen zogen die nomadischen Eingeborenenvölker von der Küste in die Hochebene und umgekehrt.
Zu Beginn des 16. Jahrhunderts besiedelten die Carijós, die zum Volk der Tupi-Guarani gehörten, die gesamte Südküste Brasiliens von Cananéia bis Rio Grande do Sul. Historischen Aufzeichnungen zufolge gab es an der Küste von Paraná schätzungsweise 6000 bis 8000 Carijós, die von Landwirtschaft und Fischfang lebten. An der Küste gehörten die Jagd, der Fischfang, das Sammeln von Austern, Muscheln, Krabben und anderen Meerestieren zu den täglichen Aktivitäten. Ein Beweis für die Anwesenheit dieser alten Völker sind die Spuren, die sie hinterlassen haben, die so genannten Sambaquis (Ablagerungen von Austernschalen und anderen Muscheln), die man an der Küste oder in Lagunen oder Flüssen findet. In Guaraqueçaba gibt es noch mehrere Sambaquis in gutem Zustand.

### Erste europäische Besiedlung
Mit der Entdeckung Brasiliens durch die Portugiesen am 22. April 1500 und der Gründung der Kolonie São Vicente an der Küste von São Paulo im Jahr 1532 begannen die ersten Erkundungsexpeditionen in das Gebiet von Cananéia, Iguape und Paranaguá. 1545 ließen sich portugiesische Siedler auf der Ilha de Superagui und zwischen 1550 und 1560 auf der Ilha da Cotinga nieder.
Am 18. November 1547 suchte der deutsche Landsknecht Hans Staden vor einem Sturm Schutz im Superagui-Kanal, wo er Tupiniquim-Indianer und zwei Portugiesen als Schiffbrüchige antraf. Er beschrieb, dass die Indigenen zum Schutz vor der Kälte Felle wilder Tiere trugen. Sein Reisebericht aus dem Jahr 1557 enthält die erste Karte der Bucht von Paranaguá.
Später kamen Portugiesen von der Küste des Bundesstaates São Paulo mit der Absicht in die Bucht von Guaraqueçaba, unter den Indigenen Sklaven zu fangen, und entdeckten dort Gold in den Flüssen Rio Ribeira, Rio Açungui und Rio Serra Negra; sie ließen sich in der Region nieder und begannen so mit dem Bergbau in Brasilien.

### Abbau von Bodenschätzen
Im Jahr 1614 erhielt Diogo de Unhatte, Bevollmächtigter des Ouvidors (oberster Richter der portugiesischen Krone in der Kolonie Brasilien) von São Vicente, von Pero Cubas eine Sesmaria (Lehen) mit dem Namen Paranaguá, die zwischen den Flüssen Rio Ararapira und Rio Superagui im Gebiet des heutigen Munizips Guaraqueçaba lag. Eine dauerhaftere Besiedlung durch Europäer erfolgte im 17. Jahrhundert durch den Kapitänmajor Gabriel de Lara. Eine andere Gruppe von Portugiesen, Bandeirantes aus São Paulo, ließen sich an den Ufern der Flüsse in der Bucht von Guaraqueçaba nieder. Mit der Entdeckung von Gold in Minas Gerais im selben Jahrhundert endete der Bergbauzyklus in dieser Region und die Gemeinden lebten nur noch von Subsistenzwirtschaft. Die Bevölkerung wuchs und der Anbau und Handel von Reis, Zuckerrohr, Maniok, Bananen, Kaffee, Mais und Bohnen nahm zu.

### Extraktivismus
Im 18. Jahrhundert entstanden mit Hilfe von Sklavenarbeit Fazendas, die mit landwirtschaftlichen Produkten und Holz handelten. Die Erzeugnisse wurden nach Argentinien und Paraguay exportiert, indem sie auf dem Wasserweg in Kanus und kleinen Booten zum Verkauf in die Häfen von Guaraqueçaba oder von Paranaguá transportiert wurden. In dieser Zeit stand die Region unter dem kulturellen Einfluss von Europäern und Afrikanern.
Jesuitenmissionare aus Cananéa gründeten eine landwirtschaftliche und gleichzeitig religiöse Einrichtung im Hafen von Superagui. Mit dieser Ortswahl sollte die Missionsarbeit erleichtert werden, da die Bevölkerung entlang der Wasserläufe verteilt war. Im Jahr 1838 errichteten die alteingesessenen Landbesitzer Cypriano Custódio de Araujo und Jorge Fernandes Corrêa die Kapelle Bom Jesus dos Perdões am Hang des Quitumbê-Hügels. Rund um die Kapelle entstanden Wohnhäuser. Bald erhielt die Siedlung Rechte und Privilegien. Sie wurde 1854 zur Pfarrei erhoben, bekam aber erst 1880 den Status einer Vila. Im Jahr 1938 wurde ihr der Status wieder entzogen und sie wurde als Distrikt in das Munizip Paranaguá eingegliedert.

### Ausfuhrbestimmte Landwirtschaft
Als in der Mitte des 19. Jahrhunderts Paraná zum Bundesstaat erhoben wurde, ließen sich viele europäische Einwanderer, vor allem Schweizer, Italiener und Franzosen, in Superagui nieder, wo sie mit Hilfe von Bewässerungskanälen Landwirtschaft betrieben. Sie produzierten Reis, Wein, Kaffee und Maniok. Das Dorf Guaraqueçaba entwickelte sich auf dem Festland. Die ersten beiden Jahrzehnte des 20. Jahrhunderts waren die Zeit des größten Wohlstands in Guaraqueçaba, als Schiffe mit Bananen und Holz nach Argentinien und Paraguay fuhren. Zu dieser Zeit gründeten Bauern aus São Paulo auf der Suche nach fruchtbarem und billigem Land die Gemeinden Pedra Chata und Batuva.
Die Weltwirtschaftskrise von 1929 löste jedoch auch in der Region ein Umdenken aus und brachte die fast ausschließlich auf den Export ausgerichtete Agrarwirtschaft in Schwierigkeiten. In den 1940er Jahren kamen Deutsche, die vor den Auswirkungen des Zweiten Weltkriegs flohen, nach Serra Negra und Rio Bananal und ließen sich in dieser Region nieder. Die Gemeinden Rio Verde und Rio Guaraqueçaba fungierten als Zwischenstationen für die Vermarktung von Bananen, die aus der flussaufwärts gelegenen Gemeinde Batuva stammten.

### Folgen der Fehlsubventionierung
In den 1950er Jahren wurden die ersten Palmkernfabriken errichtet, und viele Landwirte wanderten ab, um Palmkerne zu schneiden, wodurch die landwirtschaftliche Nutzung der Flächen zurückging. Mit der Eröffnung der Verbindungsstraße zwischen Guaraqueçaba und Antonina, der PR-405, der einzigen Landverbindung zur Region, wurde ein neuer Besiedlungsprozess eingeleitet. Die Bundesregierung vergab subventionierte Kredite und ermäßigte Steuern für diejenigen, die Kaffee und Palmherzen anbauen und Büffel züchten wollten. So erschlossen viele ihr Land, verkauften das Holz, führten Büffel ein (die die Tieflandwälder zerstörten), jedoch ohne Kaffee oder Palmenherzen anzubauen. Erst in den 1980er Jahren wurde erkannt, dass die Förderung konventioneller landwirtschaftlicher Tätigkeiten ohne Kontrolle zur Degradierung und beschleunigten Umweltzerstörung der Region sowie zur allmählichen Verarmung der dort seit Jahrhunderten lebenden Bevölkerung geführt hatte.

### Unterschutzstellung großer Flächen
Von da an wurde die Region Guaraqueçaba aufgewertet, um sie vor wahlloser und intensiver Nutzung zu schützen, und es wurden einige Schutzgebiete geschaffen, um die Aktivitäten zu begrenzen und zu lenken und das vorhandene Naturerbe zu schützen.
Nach fast 500 Jahren Kolonialisierung zeigt Guaraqueçaba eine Mischung aus Bräuchen und Traditionen von Indigenen, Portugiesen, Schwarzen und Europäern aus verschiedenen Gebieten. Das Ergebnis ist eine reiche und differenzierte Kultur. Durch mündliche Überlieferungen, Legenden, Musik, Tänze, Kunsthandwerk und Essgewohnheiten ist eine große kulturelle Vielfalt entstanden.

### Erhebung zum Munizip
Guaraqueçaba wurde durch das Staatsgesetz Nr. 2 vom 10. Oktober 1947 aus Paranaguá ausgegliedert und in den Rang eines Munizips erhoben. Es wurde am 31. Oktober 1947 als Munizip installiert.

## Geografie

### Fläche und Lage
Guaraqueçaba liegt in der Küstenebene von Paraná. Seine Fläche beträgt 2017 km². Es liegt auf einer Höhe von 11 Metern.

### Vegetation
Das Biom von Guaraqueçaba ist Mata Atlântica.

### Klima
Das Klima ist gemäßigt warm. Es werden hohe Niederschlagsmengen verzeichnet (2361 mm pro Jahr). Im Jahresdurchschnitt liegt die Temperatur bei 21,3 °C. Die Klimaklassifikation nach Köppen und Geiger lautet Cfa.

### Gewässer
Guaraqueçaba liegt am Atlantischen Ozean nördlich der Bucht von Paranaguá. Eine Reihe von Flüssen fließen zur Bucht von Guaraqueçaba, zum Beispiel der Rio Cerco Grande, der Rio Guaraqueçaba, der Rio Serra Negra oder der Rio Açungui. Im Nordwesten des Munizips entspringt an der Grenze zum Staat São Paulo der Rio Pardinho.

### Straßen
Guaraqueçaba ist über die PR-405 mit Antonina verbunden.

### Umweltschutzgebiet
Das Gebiet des Munizips liegt vollständig in der Área de Proteção Ambiental (APA) de Guaraqueçaba. Die APA wurde 1985 eingerichtet. Sie dient dem Schutz eines der letzten repräsentativen Gebiete des Atlantischen Regenwaldes, in dem seltene und gefährdete Arten vorkommen, des Mündungskomplexes der Paranaguá-Bucht, der Sambaquis (vorgeschichtliche Schutthügel), der in das Ökosystem integrierten Caiçara-Gemeinschaften (traditionelle Bevölkerung der Küstengebiete von São Paulo und Paraná, die aus der Vermischung von Indigenen, Portugiesen und afrikanischen Sklaven entstanden ist) sowie der Kontrolle des Einsatzes von Pestiziden und anderen Chemikalien und der Festlegung angemessener Kriterien für die Bodennutzung.

### Terras Indígenas
Im Gebiet des Munizips liegt die Terra Indígena Cerco Grande. Gemäß der Datenbank der indigenen Territorien des Instituto Socioambiental leben hier zehn Menschen vom Volk der Guarani und Guarani Mbya (Stand: 2015).
| Terra indígena | Völker                   | Bewohner | Fläche (km²) | Bewohner pro km² | Kategorie      |
| -------------- | ------------------------ | -------- | ------------ | ---------------- | -------------- |
| Cerco Grande   | Guarani und Guarani Mbya | 10       | 10           | 1                | Terra Indígena |

### Nachbarmunizipien
|                       | Barra do Turvo (São Paulo)                  | Cananéia (São Paulo) |
| Campina Grande do Sul | Kompassrose, die auf Nachbargemeinden zeigt |                      |
| Antonina              | Paranaguá                                   |                      |

## Stadtverwaltung
Bürgermeisterin: Lilian Ramos Narloch, PSC (2021–2024)
Vizebürgermeister: Joel Luiz do Nascimento, PSC (2021–2024)

## Demografie

### Bevölkerungsentwicklung
| Jahr | Einwohner | Stadt | Land |
| ---- | --------- | ----- | ---- |
| 1950 | 7.174     | 10 %  | 90 % |
| 1960 | 7.713     | 15 %  | 85 % |
| 1970 | 7.648     | 18 %  | 82 % |
| 1980 | 7.650     | 17 %  | 83 % |
| 1991 | 7.762     | 22 %  | 78 % |
| 2000 | 8.288     | 31 %  | 69 % |
| 2010 | 7.871     | 34 %  | 66 % |
| 2022 | 7.430     |       |      |

Quelle: IBGE, bis 2010: Volkszählungen und Volkszählung 2022

### Ethnische Zusammensetzung
| Gruppe * | 1991    | 2000    | 2010    | wer sich als …                                                                   |
| --- | ------- | ------- | ------- | -------------------------------------------------------------------------------- |
| Weiße | 57,2 %  | 79,6 %  | 54,9 %  | weiß bezeichnet                                                                  |
| Schwarze | 1,5 %   | 1,0 %   | 1,3 %   | schwarz bezeichnet                                                               |
| Gelbe | 0,1 %   | 0,0 %   | 0,5 %   | von fernöstlicher Herkunft wie japanisch, chinesisch, koreanisch etc. bezeichnet |
| Braune | 39,6 %  | 18,9 %  | 42,9 %  | braun oder als Mischung aus mehreren Gruppen bezeichnet                          |
| Indigene | 0,9 %   | 0,4 %   | 0,4 %   | Ureinwohner oder Indio bezeichnet                                                |
| ohne Angabe | 0,7 %   | 0,1 %   | 0,0 %   |                                                                                  |
| Gesamt | 100,0 % | 100,0 % | 100,0 % |                                                                                  |
| *) Anmerkung: Das IBGE verwendet für Volkszählungen ausschließlich diese fünf Gruppen. Es verzichtet bewusst auf Erläuterungen. Die Zugehörigkeit wird vom Einwohner selbst festgelegt. |         |         |         |                                                                                  |

Quelle: IBGE (Stand: 1991, 2000 und 2010)

## Wirtschaft

### Kennzahlen
Mit einem Bruttoinlandsprodukt pro Einwohner von 13.851,32 R$ (rund 3.100 €) lag Guaraqueçaba 2019 an 395. Stelle der 399 Munizipien Paranás.
Sein niedriger Index der menschlichen Entwicklung von 0,587 (2010) setzte es auf den 396. Platz der paranaischen Munizipien.